# (16578) Essjayess
(16578) Essjayess est un astéroïde de la ceinture principale.

## Description
(16578) Essjayess est un astéroïde de la ceinture principale. Il fut découvert le 29 mars 1992 à Siding Spring par Duncan I. Steel. Il présente une orbite caractérisée par un demi-grand axe de 2,26 UA, une excentricité de 0,12 et une inclinaison de 24,7° par rapport à l'écliptique.

## Compléments